# Jekatierina Korbut
Jekatierina Walerjewna Korbut,  ros. Екатерина Валерьевна Корбут (ur. 9 lutego 1985 w Taszkencie) – rosyjska szachistka, arcymistrzyni od 2001, posiadaczka męskiego tytułu mistrza międzynarodowego od 2007 roku.

## Kariera szachowa
Urodziła się w Uzbekistanie. W młodym wieku przeprowadziła się do Orła, a następnie do Sankt Petersburga. W 2003 r. w Jessentukach podzieliła I-II miejsce na mistrzostwach Rosji juniorek do 20 lat. W tym samym roku zajęła również III miejsce w mistrzostwach Sankt Petersburga oraz zwyciężyła w międzynarodowym turnieju rozegranym w tym mieście. W 2004 r. osiągnęła kolejne sukcesy: ponownie podzieliła I-II miejsce w mistrzostwach kraju juniorek do lat 20 rozegranych w Samarze, zwyciężyła w mistrzostwach Sankt Petersburga oraz została w Koczin mistrzynią świata juniorek do 20 lat. Pod koniec 2006 r. odniosła znaczący sukces, zwyciężając w indywidualnych mistrzostwach Rosji.
W 2007 r. zdobyła dwa medale drużynowych mistrzostw Europy (złoty wspólnie z drużyną oraz srebrny za indywidualny wynik na V szachownicy), natomiast w 2008 r. reprezentowała narodowe barwy na rozegranej w Dreźnie szachowej olimpiadzie.
Najwyższy ranking w dotychczasowej karierze osiągnęła 1 kwietnia 2008 r., z wynikiem 2468 punktów zajmowała wówczas 23. miejsce na światowej liście FIDE.